# China Railways DF12 sorozat
A China Railways DF12 sorozat egy kínai Co'Co' tengelyelrendezésű dízelmozdony-sorozat. A China Railways üzemelteti. Összesen 121 db készült belőle.
Pályaudvarokon tolatásokhoz és iparterületek kiszolgálására használják. Úgy tervezték, hogy megbirkózzon akár az 500 tonnás tehervonatok mozgatásával is.